# Holub József

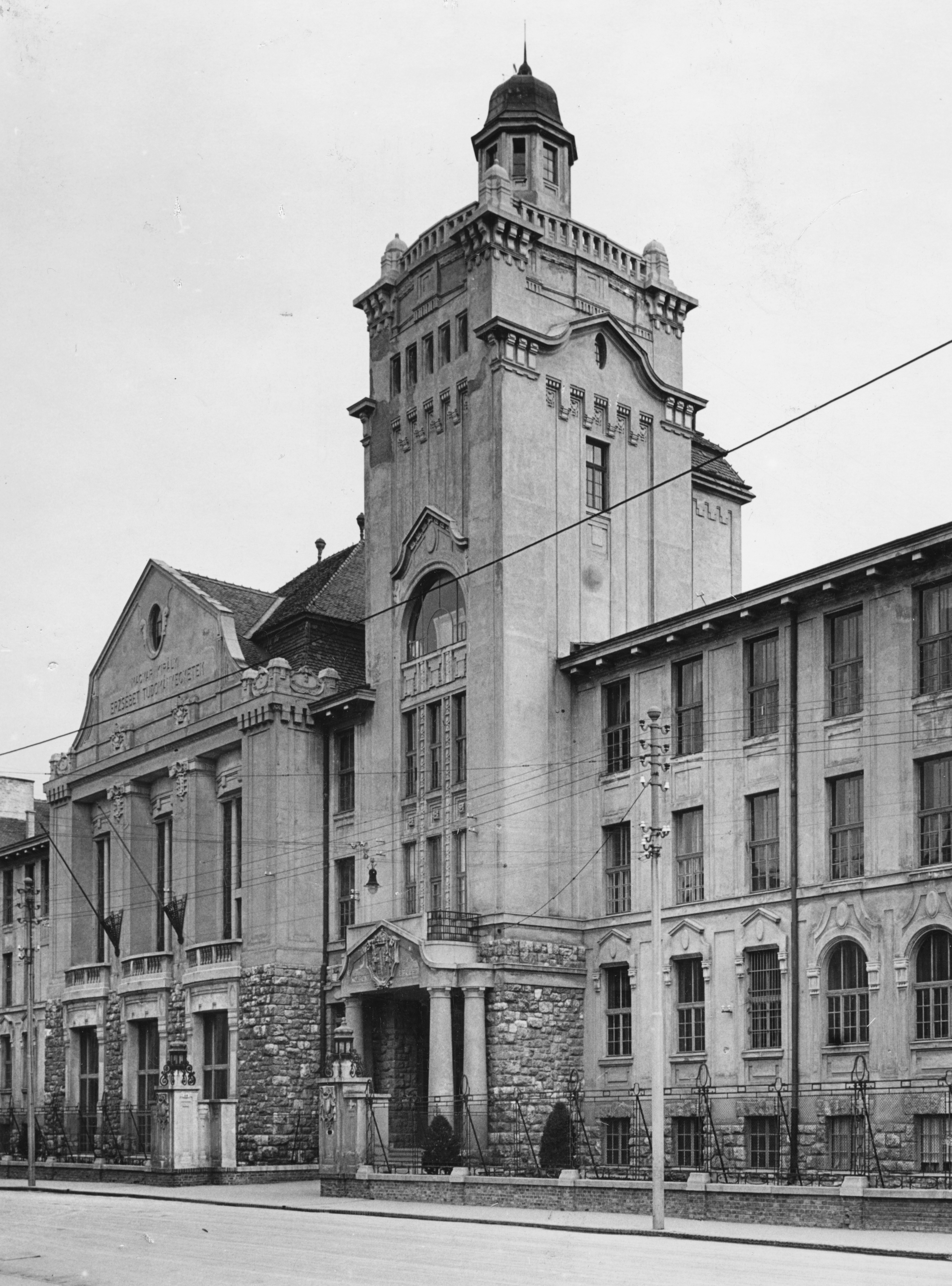
Holub József 1938-1952 között a Pécsi Egyetemen tanított.

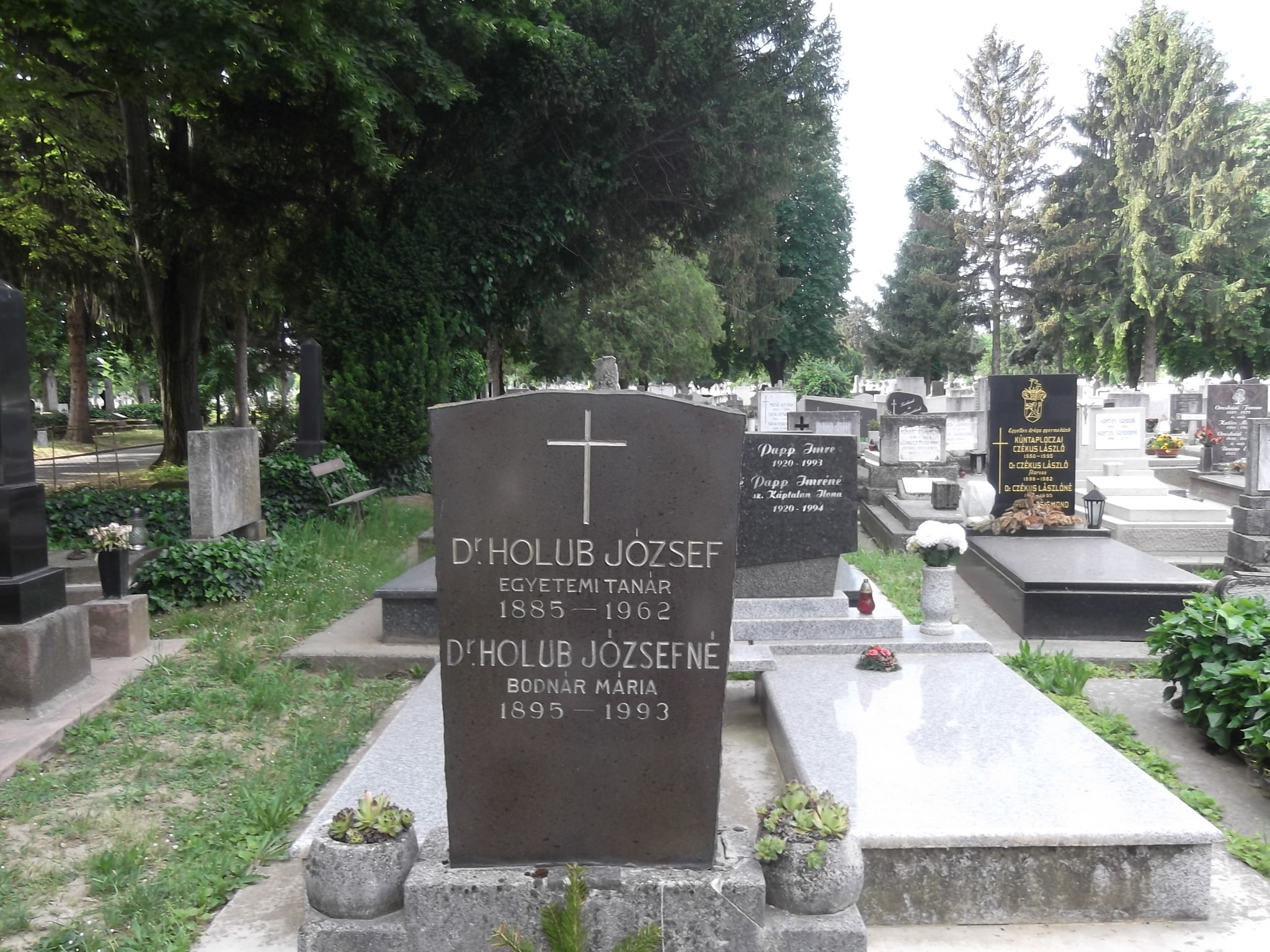
Dr. Holub József egyetemi tanár (1885-1962) és felesége Bodnár Mária (1895-1993) sírja. Pécsi Köztemető. Parcella R, Sor VI, Sírhely 1.

Holub József (Alsókubin, 1885. április 4. – Pécs, 1962. március 28.) történész, jogtörténész, egyetemi tanár, az MTA tagja (levelező 1923, rendes 1945–49).

## Élete
Szülei, Holub János polgári iskolai igazgató és Bavorszky Hermine voltak. Apja, Holub János polgári iskolai tanárként Szekszárdon kapott munkát, és a család ott telepedett le. 1903-ban ott is érettségizett, jeles eredménnyel. A Budapesti Tudományegyetemen történelem–latin szakos tanári oklevelét 1908-ban szerezte.
Zala vármegye vezetői 1869-ben pályázatot írtak ki a megye múltjának feldolgozására. Jelentkező híján neves szakértőket kerestek meg a feladatra, végül is Holub József elfogadta a felkérést, és 1909-ben – negyven évvel az első kiírás után – hozzáfogott a hatalmas vállalkozáshoz. Ötvenöt állami és magánlevéltár több mint százezer oklevelét nézte át zalai vonatkozásokat kutatva, míg elkészült Zala vármegye középkori történetéről írt monográfiája (Zala megye története a középkorban, 1929), amely a magyarországi helytörténetírás klasszikusává vált.
1910-ben művelődéstörténetből bölcsészdoktori szigorlatot tett. 1909–1923 között a Magyar Nemzeti Múzeum kézirattárának őre volt egyre magasabb beosztásokban. 1920-ban a budapesti egyetemen az államtudományi doktori oklevelet is megszerezte, továbbá diplomatikából magántanárságot nyert. Tagja lett a Szent István Akadémiának. 1923-ban a pécsi Erzsébet Tudományegyetemen a magyar történeti tanszék rendkívüli tanárának nevezték ki, 1924-ben rendes tanárrá minősítették. 1929–1930-ban bölcsészkari dékánként működött. 1914–1923 között Áldásy Antal és Holub József a Turul folyóirat szerkesztője volt.
1938-ban meghívást kapott az állam- és jogtudományi kar magyar alkotmány- és jogtörténeti tanszékére, 1949-től általános jogtörténetet tanított itt. 1943–1944 folyamán a jogi kar dékánja volt. 1944–1945-ben az egyetem rektori tisztét töltötte be. 1949-ben megfosztották akadémiai tagságától, „tanácskozó taggá” fokozták le. 1952-ben méltatlanul nyugdíjazták.
A Magyar Tudományos Akadémia 1989-ben rehabilitálta.

## Családja
Felesége: legenyei Bodnár Mária, legenyei Bodnár István író, irodalomtörténész, helytörténész leánya. Gyermekei: Legenyei (Holub) József (Budapest, 1915. március 28. – Pécs, 1967. szeptember 24. Temetés: szeptember 29. Pécs) színész, a Magyar Rádió főtitkára és Tamási Mihályné Holub Veronika.

## Fontosabb publikációi
- Istvánffy Miklós históriája hadtörténelmi szempontból. Egyetemi doktori értekezés is. (Művelődéstörténeti értekezések. 35. Szekszárd, 1909)
- A kisasszonyfalvi Istvánffy család. (Turul, 1909)[9]
- A tolnai reformáció történetének vázlata (Tolnavármegye és a közérdek. Szekszárd, 1911 és külön: Szekszárd, 1911)
- Istvánffy Pál. In: Pintér J. (szerk.): Dolgozatok Békefi Remig egyetemi tanári működésének emlékére. Bp., 1912. 222–237.
- Az életkor szerepe középkori jogunkban és az „időlátott levelek”. Századok, 1921. 32–76., 212–235.
- A főispán és alispán viszonyának jogi természete. Fejérpataky emlékkönyv. Budapest, 1917. 186-211. o.
- A leánynegyedről. Turul, 1928, 106–115. o.
- Zala megye története (Pécs, 1929)
- Néhány kérdés a leánynegyed köréből. (Budapest, 1936)
- A magyar alkotmánytörténelem vázlata (I. Pécs, 1944, II. Pécs, 1947)
- La représentation politique en Hongrie au moyen âge (Louvain-Paris, 1958)
- La formation des deux Chambres de l'assemblée nationale hongroise (Louvain-Paris, 1961)
- Elkészítette Istvánffy Miklós Historiarum de rebus Hungaricis libri XXXIV. c. munkájának kritikai kiadását (kéziratban az MTA könyvtárában).
- Általános jogtörténelem. Pécs, 1950

## Egyetemi tisztségei
- 1923–1938 Erzsébet Tudományegyetem Bölcsészet-, Nyelv- és Történettudományi Kar Magyar Történelmi Intézetigazgató
- 1928–1935 Erzsébet Tudományegyetem Könyvtár, mb. igazgató
- 1929–1930 Erzsébet Tudományegyetem Bölcsészet-, Nyelv- és Történettudományi Kar dékán
- 1932–1934 Erzsébet Tudományegyetem Bölcsészet-, Nyelv- és Történettudományi Kar I. sz. Klasszika-Filológiai Intézet, mb. igazgató
- 1934–1935 Erzsébet Tudományegyetem Bölcsészet-, Nyelv- és Történettudományi Kar Világtörténeti Intézet, mb. igazgató
- 1938–1950 Erzsébet Tudományegyetem Jog- és Államtudományi Kar Alkotmány- és Jogtörténeti Tanszékvezető
- 1942–1947 Erzsébet Kollégium, igazgató
- 1943–1944 Erzsébet Tudományegyetem Jog- és Államtudományi Kar, dékán
- 1944–1945 Erzsébet Tudományegyetem, rektor
- 1946–1950 Erzsébet Tudományegyetem Jog- és Államtudományi Kar Egyházjogi Tanszékvezető
- 1950–1952 Pécsi Tudományegyetem Jog- és Államtudományi Kar Alkotmány- és Jogtörténeti Tanszékvezető

## Tudományos társaságok
- Magyar Történelem Társulat
- Magyar Heraldikai és Geneológiai Társaság
- Magyar Külügyi Társaság
- Országos Felsőoktatási Tanács
- Sociéte d'Histoire du Droit

## Emlékezete
- Pécsett élt és tevékenykedett, a helyi Központi Temetőben nyugszik. Parcella, Szakasz, Sor, Sír: R, N/A, VI, 1. Pécsi Köztemető sírhelykeresés Holub József dr.
- Sírját a Nemzeti Emlékhely és Kegyeleti Bizottság védetté nyilvánította (2005-ben).Nemzeti Örökség Intézete – Holub József (magyar nyelven). Nemzeti Örökség Intézete - Holub József. (Hozzáférés: 2021. december 5.)
- Róla nevezték el a zalaegerszegi Holub József utcát, ahol születésének 125. évfordulóján emléktábláját is elhelyezték (Farkas Ferenc alkotása, a páterdombi Kinizsi utca–Holub József utca sarkán lévő épületen, 2010. március 31-én).
- Szakmai hagyatékát – köztük a több kötetesre tervezett Zala megye története című monográfia kéziratát és céduláit – a Zala Megyei Levéltár őrzi.
- A Magyar Levéltárosok Egyesülete az 1997. évi szakmai konferenciát Holub József munkásságának szentelte.
- Holub József szobra és életrajza címmel a Szlovákiai Magyar Művelődési Intézet (Dunaszerdahely. Csemadok) 2019. szeptember 5-én megemlékezést írt róla.Csemadok » Holub József (magyar nyelven). (Hozzáférés: 2021. december 6.)